# Порселли, Джон
Джон Порселли (англ. John Porcelly), также известен как Порсе́лл и Парамана́нда Да́са — американский музыкант, в разное время был гитаристом хардкор-панк групп Young Republicans, Violent Children, Youth of Today, Judge, Shelter, Never Surrender и Last of the Famous. Также был вокалистом в Project X (под артистическим псевдонимом Slam) и какое-то время играл в составе групп Bold и Gorilla Biscuits. Вместе с Алексом Брауном (Gorilla Biscuits/Side By Side/Project X), Порселли является основателем инди-лейбла Schism Records.
По вероисповеданию Джон Порселли — кришнаит. Присоединился к Международному обществу сознания Кришны незадолго до того, как стал гитаристом Shelter. Среди кришнаитов известен под своим духовным именем «Парамананда Даса». Джон Порселли и Рэй Каппо считаются создателями кришнакора — нового музыкального поджанра хардкор-панка.